# Мамин синок
«Мамин синок» (англ. The Mudge Boy) — американська психологічна драма 2003 року. Фільм знятий за замовленням кабельного каналу Showtime режисером Майклом Берком. В основі фільму лежить замальовка цього ж режисера «Fishbelly White» із серії «Boys Life 5». Прем'єрний показ фільму відбувся на кінофестивалі «Санденс» 17 січня 2003 року.

## Зміст
Головний герой фільму, Дункан Мадж (Еміль Гірш) — замкнутий 14-річний хлопчик, який живе на фермі з батьком. Фільм починається зі смерті його матері, і це потрясіння Дункан намагається подолати протягом усього фільму. Спілкування з батьком у нього не клеїться, і єдиним другом хлопчика стає ручна курочка, що залишилася від матері, яку він усюди за собою тягає. 
Дункан часом надягає одяг своєї померлої матері, копіює її мову і жести. Через це і через його замкнутість однолітки нерідко сміються і знущаються з  Дункана. Однак з одним із хлопців Перрі (Том Гирі) у нього складаються довірливі відносини, які переросли у щось більше, ніж дружба. Це стало очевидно після того, як Дункан, надівши сукню своєї матері, зазнав з боку Перрі сексуальному насильству. 
Гомофобні стереотипи та ризик засудження з боку однолітків не дозволяють Перрі прийняти свої почуття, тому він продовжує разом з усіма сміятися над Дунканом. Дункан, доведений глузуванням до відчаю, на очах у насмішників відкушує голову у своєї курочки, основного об'єкта насмішок. Перрі стає розгубленим. Фільм закінчується кадром, де Дункана у сльозах, який тримає в руках мертву курочку, обіймає батько.

## Ролі
| Актор           | Роль        |
| --------------- | ----------- |
| Еміль Гірш      | Дункан Мадж |
| Том Гирі        | Перрі Фолі  |
| Річард Дженкінс | Едгар Мадж  |
| Пабло Шрайбер   | Брент       |
| Захарі Найтон   | Тревіс      |
| Сем Ллойд       | Рей Блоджет |

## Знімальна група
- Режисер — Майкл Берк
- Сценарист — Майкл Берк
- Продюсер — Стенлі Туччі
- Композитор — Марсело Зарвос

## Критика
Фільм отримав позитивні відгуки критиків; Rotten Tomatoes повідомляє, що 77% з 26 професійних критиків дали фільму позитивний відгук. Роджер Еберт з Chicago Sun-Times назвав його «дивним і інтенсивним, дуже добре акторськи зіграним, і це не можна скидати з рахунку». Ліза Роуз з The Star-Ledger сказала, що «це не легкий фільм для перегляду, але незабутній».

### Нагороди
Фільм номінований на GLAAD Media Awards і гран-прі журі на кінофестивалі «Санденс», а також отримав головну нагороду журі на кінофестивалі Аутфест в Лос-Анджелесі.